# Crazy/Beautiful
Crazy/Beautiful è un film del 2001 diretto da John Stockwell.

## Trama
Nicole ha 17 anni e vive a Los Angeles, nella sua scuola conosce Carlos, studente di origine messicana. I due ragazzi fanno una vita completamente diversa, lei proviene da una ricca famiglia, è intenta al divertimento, all'alcool e all'uso di droghe; Carlos invece conduce una vita meno sfrenata, proviene da una famiglia povera e il suo scopo è di diventare un pilota della Marina. 
I due si innamorano e trascorrono molto tempo insieme e Carlos inizia a dimenticarsi dei suoi impegni scolastici. Durante un incontro, il padre di Nicole chiede al ragazzo di stare lontano dalla figlia se aspira a una vita migliore, essendo la figlia una ragazza problematica. Carlos decide di lasciarla e Nicole cade in depressione e ritorna alle sue vecchie abitudini. Una sera Carlos decide di chiamarla e scopre che è ad una festa ed è ubriaca. Carlos la raggiunge e la salva da un ragazzo che stava cercando di approfittarsi di lei. 
Il padre di Nicole e la sua matrigna decidono di mandarla in un collegio lontana da casa; Carlos la va a prendere e insieme i due scappano. Mentre sono via, Nicole inizia a comprendere i sogni di Carlos e decide di smettere di scappare dai suoi problemi, poiché vuole migliorare per Carlos e avere un futuro con lui. I due tornano a casa e Nicole chiarisce con suo padre, che ringrazia Carlos per non averlo ascoltato e per non aver abbandonato Nicole. Alla fine Carlos riuscirà a diventare un pilota della Marina.